# ظاهر أباد (جلغة)
ظاهر أباد (بالفارسية: ظاهرآباد) هي قرية تقع في إيران في قسم جلغة الريفي. يقدر عدد سكانها بـ 1,606 نسمة .